# العلاقات المجرية البوروندية
العلاقات المجرية البوروندية هي العلاقات الثنائية التي تجمع بين المجر وبوروندي.

## مقارنة بين البلدين
هذه مقارنة عامة ومرجعية للدولتين:
| وجه المقارنة                                              | المجر                                                       | بوروندي                                    |
| --------------------------------------------------------- | ----------------------------------------------------------- | ------------------------------------------ |
| المساحة (كم2)                                             | 93.04 ألف                                                   | 27.83 ألف                                  |
| عدد السكان (نسمة)                                         | 9.78 مليون                                                  | 10.86 مليون                                |
| الكثافة السكانية (ن./كم²)                                 | 105.12                                                      | 390.23                                     |
| العاصمة                                                   | بودابست                                                     | بوجومبورا، جيتيغا                          |
| اللغة الرسمية                                             | لغة مجرية                                                   | اللغة الكيروندية، لغة فرنسية، لغة إنجليزية |
| العملة                                                    | فورنت مجري                                                  | فرنك بوروندي                               |
| الناتج المحلي الإجمالي (بليون دولار)                      | 139.14 مليار                                                | 3.48 مليار                                 |
| الناتج المحلي الإجمالي (تعادل القوة الشرائية) بليون دولار | 260.42 مليار                                                | 8.13 مليار                                 |
| الناتج المحلي الإجمالي الاسمي للفرد دولار أمريكي          | 12.36 ألف                                                   | 277                                        |
| الناتج المحلي الإجمالي للفرد دولار أمريكي                 | 25.07 ألف                                                   | 77                                         |
| مؤشر التنمية البشرية                                      | 0.828                                                       | 0.400                                      |
| رمز المكالمات الدولي                                      | +36                                                         | +257                                       |
| رمز الإنترنت                                              | .hu                                                         | .bi                                        |
| المنطقة الزمنية                                           | ت ع م+01:00، ت ع م+02:00، أوروبا/بودابست ‏، توقيت وسط أوروبا | ت ع م+02:00                                |

## منظمات دولية مشتركة
يشترك البلدان في عضوية مجموعة من المنظمات الدولية، منها:
| علم المنظمة | اسم المنظمة                               | تاريخ انضمام المجر | تاريخ انضمام بوروندي |
| ----------- | ----------------------------------------- | ------------------ | -------------------- |
|             | مؤسسة التنمية الدولية                     | 29 أبريل 1985      | 28 سبتمبر 1963       |
|             | يونسكو                                    | 14 سبتمبر 1948     | 16 نوفمبر 1962       |
|             | وكالة ضمان الاستثمار متعدد الأطراف        | 21 أبريل 1988      | 10 مارس 1998         |
|             | الأمم المتحدة                             | 14 ديسمبر 1955     | 18 سبتمبر 1962       |
|             | الاتحاد البريدي العالمي                   | ?                  | ?                    |
|             | البنك الدولي للإنشاء والتعمير             | 7 يوليو 1982       | 28 سبتمبر 1963       |
|             | الاتحاد الدولي للاتصالات                  | 1866               | 16 فبراير 1963       |
|             | منظمة حظر الأسلحة الكيميائية              | ?                  | ?                    |
|             | مؤسسة التمويل الدولية                     | 29 أبريل 1985      | 28 نوفمبر 1979       |
|             | المركز الدولي لتسوية المنازعات الاستشارية | 6 مارس 1987        | 5 ديسمبر 1969        |
|             | منظمة التجارة العالمية                    | 1995               | 23 يوليو 1995        |
|             | منظمة الشرطة الجنائية الدولية             | ?                  | ?                    |

## وصلات خارجية
- موقع وزارة الخارجية المجرية